# Ichneumon aeolothorax
Ichneumon aeolothorax là một loài tò vò trong họ Ichneumonidae.